# Laconia (New Hampshire)
Laconia is een plaats (city) in het midden van de Amerikaanse staat New Hampshire, en valt bestuurlijk gezien onder Belknap County.

## Demografie
Bij de volkstelling in 2000 werd het aantal inwoners vastgesteld op 16.411. In 2006 is het aantal inwoners door het United States Census Bureau geschat op 17.060, een stijging van 649 (4,0%).

## Geografie
Volgens het United States Census Bureau beslaat de plaats een oppervlakte van 68,8 km², waarvan 52,5 km² land en 16,3 km² water. Laconia ligt op ongeveer 233 m boven zeeniveau.

## Plaatsen in de nabije omgeving
De onderstaande figuur toont nabijgelegen plaatsen in een straal van 24 km rond Laconia.

## Geboren
- Chas Guldemond (22 april 1987), snowboarder